# Газетно-журнальна журналістика
Газетно-журнальна журналістика — один з різновидів журналістики при класифікації за критерієм використовуваної технології виробництва масової інформації. Є першою за часом виникнення серед сучасних різновидів журналістики що також включають телевізійну і радіожурналістику, фотожурналістику, Інтернет-журналістику.
Альтернативні назви:
- паперова журналістика;

- друкарська журналістика.

## Історія
Прообразом газети вважаються рукописні зведення новин, які регулярно вивішувалися в Стародавньому Римі на Форумі, сповіщаючи городян про прийняті сенатом рішення, про проекти народних трибунів або про будь-які істотні новини. Ці газети мали назву Acta Diurna populi Romani та Acta Senatus. У вивішених для загального ознайомлення табличок раби, послані своїми панами на Форум, переписували стилем вміст таблиць на свої воскові таблички і несли їх господарям. У працях Тацита є опис того, як за наказом Юлія Цезаря, писарі розмножували в достатній кількості сенатські бюлетені або його особисті послання і розсилали їх видатним політичним діячам, які перебували як в самому Римі, так і за його межами.
Газета в сучасному розумінні, з'являється лише в XVI ст. Це були свого роду зведення міських новин, рішення, прийняті місцевою владою і різноманітні звернення до громадян. У Венеції в тому ж XVI ст. за таке зведення платили дрібну монету, яка називалася gazzetta. У сучасній Італії, gazzetta — це неежедневное періодичне видання. Щоденне називається giornale.
У Росії перша друкована газета «Ведомости» була видана з ініціативи Петра I в 1702 році. Перший номер був загублений, другий дійшов до наших часів. Було датовано 13 січня 1703 р.
Формат газет також має свою історію. В Англії в XIX столітті вийшов закон про те, що видавці зобов'язані платити державі податок залежно від кількості сторінок друкованого видання. Щоб зменшити тягар оподаткування, видавці стали друкувати свої газети на великих паперових аркушах.
У XIX столітті значно збільшилися тиражі газет, завдяки вдосконаленню засобів доставки через мережі залізниць. Це сприяло становленню газетно-журнальної журналістики як нового виду людської діяльності.

## Жанри
Газетно-журнальна журналістика включає наступні жанри:
- Інформаційні (замітка, новина, інформаційний звіт, інформаційне інтерв'ю, бліц-опитування, питання-відповідь, репортаж, некролог).

- Аналітичні (аналітичний звіт, аналітична кореспонденція, аналітичне інтерв'ю, аналітичне опитування, бесіда, коментар, соціологічне резюме, анкета, моніторинг, рейтинг, рецензія, стаття, журналістське розслідування, огляд, огляд ЗМІ, прогноз, версія, експеримент, лист, сповідь, рекомендація (порада), аналітичний прес-реліз).

- Художньо-публіцистичні (есе, нарис, замальовка, фейлетон, памфлет, гонзо-журналістика та ін.).

## Газетна Журналістика
В кінці XIX — початку XX ст. періодична преса вперше за історію журналістики як соціального інституту знайшла масову аудиторію. Тим самим було підтверджено перетворення періодики в засіб масової інформації. Це стало можливим під впливом декількох факторів, що з'явилися в результаті індустріальної революції і розвитку ринкових відносин. Економічні і соціальні чинники оформилися внаслідок розвитку масового машинного виробництва і розширення збуту товарів і їх споживання.
Одним з найбільш масових засобів комунікації, тобто спілкування, є газета, і, кажучи про публіцистичному стилі мовлення, не можна обійти її увагою.
Однією з важливих функцій газети є інформація. Прагнення в найкоротший термін повідомити про свіжі новини відбивається і в мовному їх втіленні.
Газетна журналістика невичерпна за своєю тематикою, величезний її жанровий діапазон. Поява жанрів журналістики було обумовлено історичними умовами розвитку журналістики, громадської і політичної практикою, тими завданнями, які стояли перед кожним поколінням публіцистів, а також насущними вимогами того чи іншого часу.
Причина виникнення жанрів — практична потреба суспільства, вимога моменту, визначених суспільно-політичних відносин. Саме життя диктує певні способи відображення поточної дійсності. Так, з часів першої друкованої газети — петровські «Ведомости» (1702р) стали формуватися інформаційні жанри журналістики. З розвитком пресі почали з'являтися аналітичні публікації, такі як стаття і рецензія. З появою в XVIII столітті російської сатиричної журналістики настає епоха розвитку таких її жанрів, як байка, епіграма, памфлет і інші. Але сьогодні сучасні жанри журналістики представляють цілісну і розвинену систему. Характерною особливістю даної системи є те, що з одного боку — вона відрізняється певною стабільністю, а з іншого — рухливістю.
Сучасна система жанрів журналістики — це динамічно розвивається, всередині якої існують свої внутрішні і зовнішні зв'язки.
За твердженням вчених, існування системи жанрів зумовлює внутрішню взаємозв'язок всіх її елементів. Володіючи відносною самостійністю, будь-який жанр в той же час є елементом системи, тобто компонентом, що залежать від функціонування всієї системи.
Жанр газетної журналістики — це спосіб і форма виробництва публікації газетними журналістом. За основу ми беремо функціональний розподіл жанрів на інформаційні, аналітичні та художньо — публіцистичні, а в якості порівняльних параметрів наступні категорії: предмет відображення, цільову функцію і методи роботи з інформацією.

## Газетна Журналістика в Україні
Інформація про українців на сторінках газет уперше з'явилася 1636 на шпальтах франц. «La Gazette». Газета писала про укр. козаків, які брали участь у Тридцятилітній війні 1618–48. Зокрема, 12 липня 1636 було опубліковано повідомлення про 4-тис. відділ козаків, що під прапором імп. «Священної Римської імперії германської нації» Фердинанда II Габсбурга діяв у Люксембурзі проти військ французького генерала де Суассона.
Термін «українська преса», як правило, вживається для означення періодичних видань (вони можуть бути як україномовними, так і іншомовними), що виходять на власне укр. землях чи в місцях компактного мешкання укр. емігрантів й які висвітлюють найрізноманітніші проблеми життя українців. Історики звичайно ведуть родовід укр. преси від неукраїномовних видань 18 ст. Із 1 січня 1776 у Львові почав виходитифранцузькомовний тижневик «Gazette de Léopol» («Львівська газета»). Власником і видавцем був шевальє Оссуді.